# ノーモア★ヒーローズ3
『ノーモア★ヒーローズ3』（ノーモアヒーローズスリー、NO MORE HEROES 3、略称: NMH3)は、2021年8月27日に発売されたグラスホッパー・マニファクチュア開発、マーベラスから発売のNintendo Switch用ゲームソフト。当初は2020年に発売する予定であったが、新型コロナウイルスの影響による開発体制の変更と、製品クオリティを最優先に考えた結果、2021年に発売を延期することになった。
2022年10月6日にはPlayStation 5、PlayStation 4、Xbox Series X/S、Xbox Oneへの移植版が発売され、マルチプラットフォームとなった。同月14日にはSteam版も配信開始された。移植版には日本語音声が収録されており、Switch版にもアップデートで追加された。

## 概要
2007年に発売された同社開発の『ノーモア★ヒーローズ』から続くシリーズ完結編。時系列は前作『ノーモア★ヒーローズ2 デスパレート・ストラグル』の9年後で、外伝作『Travis Strikes Again: No More Heroes』の2年後となる。
シリーズ主人公であるトラヴィス・タッチダウンが今度は地球を救うべく、「銀河系スーパーヒーロー」を名乗る極悪宇宙人集団に戦いを挑む。旧作とは様相が大きく変化しているが、この戦いもランキング戦の形式を取り、ランカーを1人ずつ倒してランキングトップを目指すという流れは従来と同じ。世界観は引き継いでいるが従来以上に「バカゲー」としての要素を散りばめ、登場人物、物語、演出、設定、ゲームシステムやエンディングに至るまで全編を通して荒唐無稽なギャグ、アニメや特撮をはじめとする様々な娯楽やサブカルチャーのパロディに塗れた内容が展開される。
ゲームシステムは再び一新され、『NMH2』で廃止されていたオープンワールドが復活しており、『NMH』よりもオープンワールドの特色を活かしたゲームデザインとなっている。戦闘システムは『NMH2』以前と『TSA』を組み合わせており、Switch版はJoy-Conを使えば初期のWiiリモコンに近い感覚で操作出来る。操作キャラはトラヴィス1人に戻った。
旧作では日本版はCERO：D（17才以上対象）だったが今作は日本においてもCERO：Z（18才以上のみ対象）のみで残虐表現は無規制のまま発売された。激しい流血や人体欠損の残酷描写は海外版同様に描かれ、従来のような死体が灰になる演出も廃止されたが、代わりにオプションから血の表現を「マイルド」（虹色）に設定する事が可能となっている。
『NHM2』と違ってサブタイトルは存在しないが、発売時の須田剛一のコメントによると当初は完結編ということで『ノーモア★ヒーローズIII FINAL BOUT -宇宙まるごと大戦争！-』というタイトルが考案されていた。しかし副題が長過ぎるためシンプルなタイトルとなった。

## 特典版

### 限定版
リマスター版『NMH』『NMH2』（Nintendo Switch版）をセットにした『ノーモア★ヒーローズ １＋２』を同梱した限定ボックス「KILLION DOLLAR TRILOGY」（キリオンダラートリロジー）が発売された。
この限定ボックスには以下の物が含まれる。
- パッケージ版『ノーモア★ヒーローズ3』
- パッケージ版『ノーモア★ヒーローズ1+2』
- コザキユースケ描きおろしアートBOX

### デジタルデラックス版
移植版発売に伴い、デジタルサウンドトラックとデジタルアートブックと言った各種特典を追加して発売された。

## ストーリー
20年前、少年デーモン・リカテロは小さな宇宙人を保護する。「FU（フー）」と名付けたその宇宙人と交流を深めるデーモンだったがやがて別れの時は訪れ、FUは「20年後に帰ってくる」と言い残して宇宙へと帰っていった。それから時は流れ、大企業のCEOとなったデーモンはFUとの約束の日を迎えるが、帰ってきたFUは別人のような侵略者となっていた。スーパーヒーローを自称するFUは10人の配下の宇宙人と共に地球に降り立ち、「地球征服」を宣言。圧倒的な力で人類に容赦のない攻撃を仕掛ける。その魔の手は新開発が進行していたサンタデストロイにも迫るが、その時、伝説の殺し屋トラヴィス・タッチダウンが立ち上がった。襲い来るエイリアンを蹴散らし、宇宙船に乗り込んだトラヴィスは待ち受けいてたMr.ブラックホールを倒す。しかしFUは地球侵略の余興として銀河系スーパーヒーローランキングの開催を宣言する。三度目のランキング戦は地球の命運を賭けた最終戦争。妻にしてUAAエージェントのシルヴィアにまたしてもランカー認定されたトラヴィスは、地球を守るべくかつていないランキング戦へと赴く。今ここに、最強の地球人と凶悪宇宙人の戦いの火蓋が切って落とされた。
しかしその直後、FUが自らトラヴィスのモーテルに現れる。シノブとバッドマンは立ち向かうも敗れ、シノブは両腕を失い、バッドマンは命を落としてしまった。トラヴィスも力及ばず負傷し、ただ一人難を逃れたバッドガールも父の死で消沈してしまう。仲間の仇を討つべくトラヴィスはランキング戦に挑むも、何故か知らぬ人間や見知った顔が乱入したり予想外のハプニングが起きたりと、毎度のようにまともな試合にならない。その過程で、未来人を名乗る謎の男ネイティブダンサー、前回の旅で友人となったウエハラ カムイ、有名プロレスラー兼ヒーローのノトーリアスと、仲間も増えていった。一方、デーモンは豹変したFUに振り回されつつも、自身の目的に向かって動き出していた。
3位にまで上り詰めたトラヴィスだが、2位のパラドックスバンデッドはランキング戦に飽きたFUによって既に殺されていた。期せずしてFUを残すのみとなったトラヴィスの前に、兄にしてライバルのヘンリーがまたしても立ち塞がる。闇堕ちした彼をトラヴィスは倒し、今度はとどめも刺した。しかし絶命したはずのヘンリーは直後にトラヴィスを襲撃し、用足し中で無防備だったトラヴィスは成す術もなく殺されてしまった。死後の世界に落ちたトラヴィスだったが、子供の頃から好きだったゲームキャラのデスマンによって現世に還され、蘇生する。憧れの三池崇史に墓から助け出されたトラヴィスは、再起したシノブとバッドガール、そして仲間達の後押しを受けて最後の戦いに挑む。
トラヴィスはデーモンタワーに乗り込み、待ち受けていたFUと激突。FUの領域に閉じ込められたトラヴィスだったが、次々と仲間が駆け付けてFUを追い詰めていく。とうとう敗れたFUは宇宙船で逃走を図るも、突如変貌したデーモンに宇宙船を爆破されて死亡する。デーモンは2年前に自分を殴ったトラヴィスへの復讐を目論んでおり、FUすらその駒として利用していた。本性を表したデーモンはデーモンタワーを巨大ロボットへと変形させ、トラヴィスは窮地に陥るも突如、別次元からアーセナルのロールアウトモデルが転送されてくる。搭乗したトラヴィスはロボットを破壊し、デーモンと最後の決着を付ける。敗れたデーモンは消滅し、戦いは終わった。
トラヴィスとその仲間はバッドマンの葬儀を行い、彼を送り出す。直後、FUの父親であるジェス・パディスト・5世が襲来するが、戦うまでもなく謎の二人に抹殺された。その二人とは未来からやってきたトラヴィスの娘と息子であり、ヘンリーによって支配された未来世界を救うべくトラヴィスを迎えに来たのだという。トラヴィスの叫びも虚しく、またしても新たな戦いが始まってしまうのだった。

## ゲームシステム

### ゲームの流れ
10人のランカーを殺害してランキングトップになる事が最終目的なのは旧作と同様。今作は自由行動とランキング戦の1サイクルを1話とし、1話毎がオープニング→本編→エンディングというテレビアニメのような形式となっている。前作で廃止されていたエントリー料が復活しており、支払わなければランキング戦に挑めない。
前作で廃止されていたオープンワールドが復活し、自由な探索が再び可能となっている。逆に一本道のアクションステージは廃止されており、ランキング戦は一部を除いて即座にランカー（ボス）に挑めるようになった。その代わり、ランキング戦に挑むにはフィールドのどこかで行われる「指定試合」という戦闘ミッションを探し出して規定数クリアする必要がある。進行に必須の試合以外への挑戦は任意。
エントリー料となる通貨「ユートピコイン」を稼ぐには各所にあるミニゲームミッションをクリアする必要があるが、今作ではアルバイトではなく住民から請け負うボランティアに変更されている。ミニゲームは『NMH2』のようなファミコン風ではなく、『NMH』同様に通常の画面で行われる。旧作の殺しのミッションや復讐ミッションに代わる任意のアクションステージとして「防衛ミッション」も追加されており、これらでユートピコインを稼ぎつつ指定試合をこなし、ランカー戦に挑んでは再び稼ぐ、を繰り返して進むのがゲームの流れとなる。
オープンワールドにはジーンの子供、デスマンカード、植林場所、ラーメンの具材（サソリ）、宇宙人の抜け殻（モアイ）と言った収集要素が多数用意されている。また、条件を満たして各所にいる友好的な宇宙人に話しかけるとTシャツが貰え、着替えも可能。コレクション要素として、シリーズ作品のキャラクターや名場面のカプセルトイが存在する。
今作では自室以外にも各所にある公衆トイレでセーブが可能になった。ただし、どのトイレも使用するにはまずラバーカップで詰まりを解消するミニゲームをクリアしなければならない。
『TSA』にあった8bitPC風のアドベンチャーパートは一部シーンやサブイベントとして用意されている。

### 戦闘
トラヴィスの武器「ビーム・カタナ」を使って進めるのは前作までと同様だが、今作では様々な点が変更されている。
- 通常攻撃は上段下段の概念が無く弱攻撃、強攻撃に分類され、ジャンプやボタン一つで回避が可能になったりなど、『TSA』の操作体系に近くなった。一方、ガードやロックオン、プロレス技、トドメスラッシュと言った『TSA』で不可能だった要素も復活している。
- 4種類の特殊攻撃が可能な「デスグローブスキル」が追加された。最初は「デスキック」しか使えないが、ストーリーが進むと残り3つが使用可能になる。
- アクションステージ廃止に伴い、一戦毎に全回復する。ステージ中のアイテムも出現しなくなった。
- 回復やバフ効果のある寿司の持ち込みが可能になった。各所にある寿司屋「どんまい寿司」では寿司の購入の他、その場で食べることも可能で、後者の方がバフ効果が大きい。
- ビーム・カタナの充電は歩きながらも可能になった。
- トラヴィスの強化は宇宙鉱石「WESN(ワールドエンドスーパーノヴァ)」を消費して行う。ユートピコインと同様にバトルやボランティアで入手する。『NMH2』までのようなミニゲーム形式のトレーニングは廃止された。
- ビーム・カタナの強化・交換は無くなった。
- フィールド上で集めた素材を使い、デスグローブを強化するチップを開発可能。
- 今回の敵は宇宙人であり、多くが従来の敵とは全く異なるトリッキーな戦法を取る。新たな敵と遭遇した際には、児童向け雑誌のような紹介演出が入る。
- 敗北すると様々な恩恵を得て再挑戦できる「リトライルーレット」を回せる。
- 難易度は従来のハードに相当する「Bitter」がノーマルに、ベリーハードにあたる「Spicy」がハードになり、ノーマルだった「Mild」は無くなった。イージーは「Berry Sweet」になっている。2周目以降は最高難易度「Carolina Reaper」が解禁される。『TSA』ではいつでも変更可能だったが、今回は旧作同様に変更不可になった。

### ロケーション
今作では旧作のサンタデストロイに4つのロケーションを加えた計5つのマップで構成されるオープンワールド「ユートピランド」が舞台となる。中央のデーモンタワーを囲うように4つの島が浮かび、上空から見下ろすと星型となっている。しかし各マップには進入禁止エリアも多く、全ての場所に行ける訳ではない。各ロケーションはハイウェイで繋がっているが、ファストトラベルも可能。
サンタデストロイ
シリーズお馴染みの街。『NMH』以来となる自由な探索が可能となっている。地形は再開発や宇宙人の攻撃によって変化しており、北側の地区は丸ごと消滅している。デストロイスタジアムの南にもエリアは存在するが立ち入り禁止となっている。
モーテル「NO MORE HEROES」
トラヴィスの住むお馴染みのモーテル。旧作に比べて外観が古びており、看板も「NO MORE HEROES III」に変わっている。今作ではほとんどトラヴィスが私物化しており、前作まで住んでいた2階の207号室は寝室に、その下の107号室をリビングのように使い、地下にはナオミ博士の研究所が移設されている。シノブ、バッドガール、バッドマンもここに住んでおり、203号室にはバッドガールがいる。101号室には何故かガチャの販売機が置かれている。
パーフェクトワールド
住宅街やダイナーといった古き良きアメリカ郊外のノスタルジーを再現したエリア。サンタデストロイ同様、最初から進行可能。大半がまだ開発中らしく更地であり、ゲーム中に訪れるのは南側の小さな島である。
サンダードーム
広大なソルトフラットに覆われた不毛の大地。建造物はほぼ無く、砂漠が広がる。奥には大阪を模した歓楽街「ネオ・オオサカ」が聳える。
コールオブバトル
市街戦の跡地など、荒廃した戦場を再現したサバイバルフィールド。バイクで入れない場所が多い。
ネオブラジル
未来世紀を想起させるドームやビル街が建つ沿岸都市エリア。しかしゲーム中に探索可能なのはビル街を臨む沿岸の公園のみであり、ビル街そのものには行けない。
デーモンタワー
ユートピランドの中央に聳える、星型の巨大タワー。FUとデーモンの拠点であり、最終決戦の舞台。1エリア扱いにはなっているがマップとしては長い通路があるのみ。

### その他
今作では一度クリアしたランキング戦に再挑戦が可能となった。ただし、一部のランカーに存在する第二形態や戦闘前のイベントと言った別段階のバトルは対象外。
エンディング後は従来同様に能力を引き継いで再び最初からプレイするか、エンディング後の世界を探索するか選択可能となっている。後者を選択してもいつでも次周に移行可能。

## 登場人物
※声は英語（デフォルト）/ 日本語

### トラヴィスと愉快な仲間たち
トラヴィス・タッチダウン（Travis Touchdown）
声：ロビン・アトキン・ダウンズ/中井和哉
シリーズ主人公。39歳。「通りすがりの殺し屋」にして、かつて全米殺し屋ランキングNo.1の座まで二度も昇りつめた最強の地球人。ジャパニメーション、格闘技、映画オタクだが、今作では大ファンだったアニメ「純白の恋人 ビザールジェリー」関連のネタは登場しない。『NMH2』の後は放浪の旅に出ており、『TSA』の出来事も経て約10年ぶりに故郷サンタデストロイに帰ってきた。当初は敢えて誰か分からないようにオールバックの髪を下ろして髭を伸ばし、シャツと縞柄パンツ姿でネックサポーターを付けた別人のような姿で登場するが、宇宙人襲撃を受けて従来のスタイルに戻る（コスチュームチェンジでこの姿にする事も可能）。今作では『TSA』に登場した幻のゲーム機「デスドライブMk-II」の力を宿した端末「デスグローブ」を装着しており、その力で全身にロボスーツを纏った戦闘ロボット形態「フルアーマーモード」に変身可能になっている。更にはストーリーが進むとより強化された強襲陸戦形態「フルグリーンモード」が解禁される。『TSA』ではクールな面が強調されていたが、今作では『NMH2』以前のようなコミカルな性格に戻っており、また旧作に比べると情に篤く仲間想いな面も強くなっている。
サンタデストロイを襲撃したMr.ブラックホールの一味を返り討ちにした際、シルヴィアによって銀河系スーパーヒーローランキングの開催を知らされ、10位に認定される。その後、FUによってバッドマンを殺され、シノブも重傷を負わされたことで地球を守る為と仲間の復讐の為、三度目のランキング戦に挑む。ストーリー終盤、兄であるヘンリーの手で惨殺されてしまうが、死後の世界で遭遇したデスマンに復活させられた。
シルヴィア・クリステル（Sylvia Christel）
声：ポーラ・ティソ/井上麻里奈
シリーズヒロイン。36歳。UAA(全米殺し屋協会)のエージェントであり、トラヴィスの妻。『TSA』ではトラヴィスとの子供であるジーンとハンターを育てて暮らしていたが、今作では何故かデーモンの秘書を務めている。「夫に有益な事しかしない」らしく、強大な宇宙人に対抗するべくランキング戦というルールを設けたが、その夫であるトラヴィスに対して毎回様々な格好で登場しては掴み所のない態度ばかりを取って翻弄する。また、いつもランカー戦の後に現れている掃除人の名前が「ウェラー」と「タルボット」であることが判明した。
ジーン（Jeane）
声：アイク・アマディ/三木眞一郎
トラヴィスの愛猫にして相棒。12歳。『TSA』では何故か人語が話せるようになっていたが、それに加えて実は雄であったことが判明し、渋い声で話すようになった（トラヴィスは雌だと思っていた）。今作ではデスグローブに収納される形で同行し、様々な場面でサポートする。トラヴィスは「ナビィ的なガイド役」と表するが、当人（猫）によると「戦闘力はピカ◯◯並」とのこと。モーテルの自室では旧作と同様に戯れることも可能。また、いつの間にか多くの子供を作っており、フィールドのあちこちに散らばっている子猫を集める要素がある。
シノブ・ジェイコブス（Shinobu Jacobs） / スカーレット・ジェイコブス (Scarlet Jacobs)
声：キンバリー・ブルックス/喜多村英梨
全米殺し屋ランキング元8位の女殺し屋で剣術の達人。30歳。高校生だった『NMH』の頃にトラヴィスに敗れて以来、彼を師匠として敬愛し続けている。2年前にあたる『TSA』では道場を開いて貧しい子供に武術と武士道を教えていたが、今作では特に触れられずトラヴィスと同じモーテルで暮らしている。『TSA』に比べると、トラヴィスに対してまた恋愛感情を抱いているような節を見せる。好きな漫画は『無限の住人』。宇宙人襲撃の際にはトラヴィスとバッドガールと共に戦ったが、モーテルに現れたFUに敗れ、義手の右腕ばかりか左腕まで失ってしまう。その後は意識不明のまま生死の境を彷徨っていたが、ストーリー終盤にて義手の両腕を得て復活し、最終決戦ではFUを斬首した。
バッドガール（Bad Girl） / シャーロット・バーキン（Charlotte Birkin）
声：キャサリン・フィオーレ/三瓶由布子
全米殺し屋ランキング元2位で、ロリータファッションに身を包んではバットを振り回すクレイジーガール。35歳だが肉体年齢は25歳。『NMH』でトラヴィスに敗れて死亡したが、『TSA』にて父バッドマンの尽力とデスドライブMk-IIの力で復活を果たした。現在はトラヴィスと同じモーテルに住んでいる。トラヴィスには本名のシャーロットと呼ばれており、ビショップにも「いい名前」と言われるが、当人は本名で呼ばれることを嫌がっている。父の影響により『装甲騎兵ボトムズ』や『太陽の牙ダグラム』と言った硬派なロボットアニメを好む渋い趣味を覗かせる（『蒼き流星SPTレイズナー』も好きらしい）。宇宙人襲撃時にはトラヴィスとシノブと共に戦った。しかしFU襲撃時にはたまたま酒の調達で外出中だったことで難を逃れるも、バッドマンが殺されたショックにより部屋で塞ぎ込んでしまう。ストーリー後半にようやく立ち直り、トラヴィスにも父の死について恨んではいないことを告げ、最終決戦ではFUに借りを返すべくトラヴィスに加勢した。
バッドマン（Badman） / シゲキ・バーキン（Shigeki Birkin）
声：スティーヴン・ブルーム/藤井隼
『TSA』の主人公の一人。元ホームラン王の殺し屋で、バッドガールの父。『TSA』では娘の仇であるトラヴィスを狙っていたが、結果として共闘し、娘を取り戻すことに成功した。FU襲撃の際、痛めつけられるシノブを救うべくFUに殴りかかるが返り討ちに遭い、非業の死を遂げた。復活したバッドガールとは馴れ合わない程度の距離感を保っていたが内心では慕われていた模様で、彼の死はバッドガールに暗い影を落とす。戦いが終わった後は船上にて葬儀が執り行われ、バッドガールに「私のノーモアヒーロー」と呼ばれた。バッドガールによると高橋良輔のファンだったらしい。
ビショップ・シダックス（Bishop Shudux） / ブザリアシビリ・ビショップ（Buzariashvili Bishop）
声：ダミアン・カラー/鈴村健一
『TSA』より引き続き登場。『NMH2』で死亡したビショップ（ゲオルギー・ビショップ）の弟。兄の死後にビデオショップ「ビーフヘッド」を引き継いでゲームショップへと改装している。今作では幕間に登場。三池崇史のファンであり、トラヴィスと三池映画について熱いトークを繰り広げる。今作ではデスマンカードを見つけてビーフヘッドに持って行くと報酬（コレクターに売り渡した分け前）が貰える。
Dr.ジュブナイル（Dr. Juvenile）
声：ジェニファー・ヘイル/山本希望
『TSA』より引き続き登場する、デスドライブMk-IIを開発したゲーム開発者で天才エンジニア。CIA本部での戦いでトラヴィスに敗れ、消滅したはずだったが何故かデータ上の存在として復活しており、トラヴィスをサポートする。
NT(ニュータイプ)カムイ（NT(New Type) Kamui） / ウエハラ カムイ（Kamui Uehara）
声：マックス・ミッテルマン/斉藤壮馬
『TSA』でトラヴィスを導き、最終的に友人となった青年。今作ではサブカル系の少年の姿にイメージチェンジし、別人のように変貌している。FUでさえ殺す事が出来ない程の能力を持ち、シルヴィアにも「曲者」と呼ばれる。日本映画に興味はなく、『相棒』などのドラマを好む。トラヴィスを「トラさん」と呼ぶ。最終決戦ではトラヴィスに加勢した。
『シルバー事件』シリーズ由来のキャラだが同作との関連性は特に語られていない。しかし初登場に「過去を殺す」という『シルバー事件』のフレーズを古畑任三郎風の演出で口にするシーンがある他、ビショップとの会話では「別のゲームの主人公」を自称している。
キャラクターデザインは浅野いにおが担当。
ネイティブダンサー（Native Dancer）
声 ：スコット・ホワイト/安元洋貴
灰色の鎧を纏った謎の忍者。ブラックナイトディレクションとの戦いに突如として割り込み、彼を瞬殺してトラヴィスに戦いを挑んでくる。未来から来たと自称し、トラヴィスを「おじいちゃん」と呼ぶ。トラヴィスも体が拒否するように彼にとどめを刺せなかった。最終決戦ではノトーリアスと共にトラヴィスに加勢した。
その正体は本当にトラヴィスの孫であり、トラヴィスとシルヴィアの娘であるジーンの息子。本名はスコット・タッチダウン（Scott Touchdown）。ヘンリーが凶悪な宇宙人と組んで地球を支配するという未来を変えるべく、過去にやってきた。
キャラクターデザインは『Borderlands 3』のスコット・ケスターが担当。本名、キャラデザイナー、英語版声優がいずれも「スコット」である。
ノトーリアス（Notorious）
声：アイク・アマディ/津田健次郎
パートタイムでヒーロー活動をするプロレスラーにしてWWWWWヘビー級チャンピオン。強大な威力を誇る「アカシックキャノン」を携え、スナイピング・リーを倒してトラヴィスを救う。実はデストロイマンを監視しており、トラヴィスに量産型が襲い掛かると再び現れ、デストロイマン本体の撃破に協力した。最終決戦でもネイティブダンサーと共に駆け付け、FUにアカシックキャノンを撃ち込んだ。
『ファイヤープロレスリング ワールド』の「チャンピオンロード・ビヨンド」の登場人物だが、本作では常に稲妻が描かれたマスクを被っており、素顔は見せない。また、『TSA』にも密かに登場しており、トラヴィスとも面識があるはずだが本作では初対面のように振る舞う。
ナオミ博士（Dr. Naomi）
トラヴィスのビーム・カタナやバイクを開発した科学者。前作までは若作りで年齢に見合わない美貌を保っていたが、今作では何故か桜の巨木へと変貌している。WESNと引き換えにトラヴィスの能力を強化してくれる。

### 銀河系スーパーヒーロー
FU率いる凶悪宇宙人の集団。ブラックホール刑務所に収監されていた囚人だったがFUと共謀して脱獄し、地球に侵攻した。今作における敵対ランカーとなるが、実際は半数とは直接対決が無い。
ミドリカワミドリ以外は牛木匡憲がデザインを担当している。
Mr.ブラックホール（Mr. Blackhole）第10位「ワープホール強盗」
声：スコット・ホワイト/安元洋貴
宇宙を翔けるワープホール強盗。ユーモラスな性格で、関西弁のような口調で話す。サンタデストロイをいち早く襲撃し、トラヴィスが最初に戦うランカーとなる。名前の通りブラックホールのようなポータルを生み出し、空間を跳躍したり相手を自分の領域に引き摺り込む能力を持つ。故郷の星をFUによって破壊されたが、そのFUに対しては「（反抗しても）3秒ももたない」として自ら服従している。一度敗北するとトラヴィスを自身の宇宙へと引き込むが、ジーンのアシストを受けて脱出され、それでも巨大な姿となって立ちはだかるも、宇宙戦に特化した「フルアーマートラヴィス」となったトラヴィスに再び敗れて死亡する。
『TSA』にて兄弟であるMr.ワームホールと共に先行登場していたが、本作中では特に触れられずMr.ワームホールも登場しない。
ゴールド・ジョー（Gold Joe）第9位「宇宙鉱物売人」
声：スティーブン・オヨン/太田哲治
磁力を操る宇宙鉱物密売人。金色のロボットのような宇宙人で腕は四本あり、磁力を操る力を持つ。犯罪者ながらコミカルな性格でオネエ言葉で話す。プロジェクションマッピングでトラヴィスを驚愕させようとしたものの、既に地球にもある技術なので特に驚かれないばかりか「尺使いすぎ」とダメ出しされ、能力まで先読みされてしまう。実際にトラヴィスが先読みした通り、S極とN極による磁力のギミックを用いた戦法を取る。最期は密輸していた危険な鉱物で顔を貫かれて死亡し、トラヴィスに「悪党に見えない奴ほど本物の悪党だ」と皮肉られた。
ブラックナイトディレクション（Black Night Direction）第8位「異空間誘拐犯」
声：ポール・メルシエ/杉田智和
夜の帝王と呼ばれる異空間誘拐犯。違法転送装置の使い手で希少な異星人を拉致し、権力者に売りさばく極悪人。FUには忠誠を誓っている。比較的地球人に近い姿で黒いマントを纏い、長い黒髪を持つ。しかしトラヴィスとの戦いが始まる前に背後からネイティブダンサーに首を切り落とされ、戦う事なく死亡した。
バニシングポイント（Vanishing Point）第7位「記憶強奪犯」
声：マーク・アラン・スチュアート/小西克幸
赤い鎧を纏ったエイリアン。FUに対しても遠慮なく本音をぶつけられる豪胆な人物であり、FUも彼からの指摘は真摯に受け止めるほど信頼している。ランキング戦では会場となっているキミーのライブ会場でバックダンサーを皆殺しにするも、当のキミーに返り討ちに遭い、トラヴィスとは対面する事すらなく死亡する。肩書き通り記憶を奪う能力を持ち、頭脳戦が得意されていたがそれが活かされることは無かった。
ヴェルベット・チェアガール（Velvet Chair Girl）第6位「ガストロ砲」
宇宙イス取りゲーム界の頂点に立つ、寡黙な女宇宙人。容姿は比較的地球人に近く、右目は前髪で隠れ、大きな丸メガネを掛けている。彼女の世界は独特の芸術感によって構成されており、シュールでアバンギャルドな演出が挑戦者を出迎える。直接戦闘はせず、イス取りゲームでの対決となる。トラヴィスに負けると服毒自殺する。
入場シーンの演出はAC部が担当している。
オーマ（Ohma）
声：キャサリン・フィオーレ/三瓶由布子
ヴェルベット・チェアガールが抱えているジュウモンジダコに似た宇宙生物。「エイドリアン」という言葉しか言わないがその意味は不明。見た目とは裏腹に、大都市を瞬く間に破壊するほどの威力を誇る「ガストロ砲」を放つ恐るべき生き物である。イス取りゲームの敗者の処刑も担当。ヴェルベット・チェアガールが死ぬと悲しみから巨大化して暴走し、代わりにトラヴィスと戦う事になる。攻撃方法はガストロ砲のみだが、直撃すると一撃でゲームオーバーとなる。最期はトラヴィスに斬られて爆散し、悲しげな音と共に光の粒を撒き散らした。
ミドリカワ ミドリ（Midori Midorikawa）第5位「暗黒地獄姫」
声：ケリー・オハニアン/上田麗奈
職業は清掃員だというが、その正体は国際銀河宇宙情報網でも掴むことはできていない謎の人物。一見すると人間の美少女だが、その両手はそれぞれ独立した自我と顔を持つ「ナイトメアソニックブラスト」と「ビッグバン」という生物であり、やはり普通の人間ではない（トラヴィスには「◯ペット◯ペットさん」と呼ばれる）。名前とは裏腹に緑を嫌い、赤を好む。オタクトークは苦手で、トラヴィスのロボット形態も理解できずバカにする。ランキング戦の前には、主観視点で夜の学校を進むというホラーゲーム風の演出を仕掛けてくる。戦闘は間違えてジャンプしてしまった茨城の採石場で行い、生きた両手を駆使した攻撃を仕掛けてくる。この戦闘より、フルグリーンモードへの変身が可能となる。
実はカムイの恋人であり、トラヴィスに敗北後は両腕を斬られるもとどめを刺される寸前でカムイが庇ったことで助命される。本人によれば正体は肩書き通り「魔界の姫」らしい。FUとも元々面識があった訳ではなく、脱獄時の彼とたまたま目が合って誘われ、軽い気持ちで地球に来ただけらしい。その後は最終決戦に参加こそしなかったが、決戦前やエンディングに姿を見せている。再登場時には両腕は接合されていた。
元々は須田剛一の公式読本『SUDA51 OFFICIAL COMPLETE BOOK』に収録された短編小説「赤と青と緑と」の登場人物で、Nintendo Swicth版『シルバー2425』の初回特典コミックにも登場している。原作との関連性については詳しく語られないが、当人によると「時空が歪んでるからうまく整理できない」との事。
キャラクターデザインは浅野いにおが担当。
スナイピング・リー（Sniping Lee）第4位「銀河最長記録スナイパー」
声：スティーブン・オヨン/太田哲治
アナコンダ殺法で標的をがんじがらめにして、どんな獲物も一発で仕留める銀河最長記録スナイパー。緑色の鎧と三つ編みツインテールのような髪型が特徴。トラヴィスの頭を遠方から狙うも、撃つ前にノトーリアスのアカシックキャノンを喰らって死亡する。発射までのカウントダウンを始めるも終わる直前に殺されるという『NMH』のレッツ・シェイクを彷彿とさせる最期を迎え、トラヴィスも「カウントが終わるとヤツ（＝ヘンリー）が現れる」という嫌な予感を感じていた。
ソニック・ジュース（Sonic Juice）第3位「魔神」
声：クリスチャン・ランツ/諏訪部順一
FUの右腕である魔人であり、宇宙の関羽とも称される戦士。本体は青い肌とオレンジの髪を持つ人型エイリアンで身体も大きいが、戦闘時は水で出来たより大きな化身（ロボット）に入って操縦する。エイリアンの中でも良識の持ち主であり、地球人を一方的に攻めるFUの考えには賛同しておらず逆に地球人を良い種族とも思っている。それ故にトラヴィスと交渉に出るも、自身の種族の命運をFUに握られている以上逆らえない身であり、結局は戦う事になる。アクションゲームが苦手なので当初はRPG風のコマンド戦闘に持ち込む。この状態でまともに戦ってもろくに攻撃が通らないが、コマンドウインドウを無理矢理攻撃して破壊することで本来のアクション戦闘に戻せる。しかしクリティカルヒットを繰り返して一定のダメージを与えてもアクションに移行する。敗北後は故郷で待つ人々のために命乞いをし、トラヴィスにも見逃されるも直後にFUによって処刑された。
パラドックスバンデッド（Paradox Bandit） 第2位「爆破王」
声：ポール・メルシエ/杉田智和
太い眉毛と筋肉質の肉体を持つエイリアン。自信過剰な性格でいつも惰眠を貪っている。得物は戦斧。トラヴィスが上位に食い込んでも無関心に居眠りしていたが、ゲームに飽きて自身がトラヴィスと戦うことを望んだFUにより頭突きを喰らって殺される。2位なのだが、3位のソニック・ジュースよりも先に死亡。実力はおろか、どんな能力を持っていたのかすら明かされなかった。
FU(フー) / ジェス・パディスト・6世 (Jess Baptiste VI) 第1位「破滅王」
声：ノシル・ダラル/梶裕貴
銀河系スーパーヒーロー軍団を率いる宇宙人。パディスト星の王ジェス・パディスト・5世の息子であり、同星の王子。幼生体の頃に地球に不時着し、デーモンと出会い、友情を育んだ。「20年後に帰ってくる」という言葉を残して母星へと帰還したものの、その言葉通り戻ってきた暁にはロゴダウ（彼らから見た地球の名称）の征服を宣言する。通称の「FU」を一文字ずつずらすと「ET」となる。
母星に帰った後は暇つぶしで隣星を滅ぼしたことでブラックホール刑務所に収監され、そこで出会った囚人を集めて銀河系スーパーヒーロー軍団を結成した。20年前は白い毛に覆われて短い手足を持つ球体状の生物だったが、現在は青い肌と白い髪で長身の人型エイリアンとなっている。戦闘能力も極めて高く、物語冒頭ではミサイルを受け止めて投げ返したり、トラヴィス、シノブ、バッドマンの3人を一方的にねじ伏せている。20年前は純粋な性格で「デーモン、ダイスキ」が口癖だったが、現在の彼は極めて尊大で暴力的な性格であり、親友のデーモンに対しても横柄な態度を取る。一方で人間くさい一面もあり、配下のスーパーヒーロー軍団とは親密な間柄で、ランキング戦の度に自らランカーの激励に出向く様子が描かれる。
戦闘時には全身に目が現れ、爪や髪を用いた野獣のような戦法や膨大なエネルギーによる攻撃を仕掛ける。追い詰められると巨大なドーム状の第二形態にトラヴィスを閉じ込め、壁一面にある虹色の窓から巨大な腕を突き出して攻撃してくる。しかし仲間達の加勢を受けたトラヴィスに追い込まれていき、最後はトラヴィスのプロレス技を喰らい、バッドガールにかっ飛ばされた末にシノブに斬首される。それでも斬られた頭部が幼生体に戻る形で生き延び、宇宙船で母星に逃げ帰ろうとしたものの、密かにFUを裏切っていたデーモンによって宇宙船ごと爆殺された。
第二形態との戦闘では金子ノブアキが所属するRED ORCAの「Night hawk」（インストゥメンタルバージョン）が流れる。

### その他の地球人
デーモン・リカテロ（Damon Riccitiello）
声：マックス・ミッテルマン/榎木淳弥
ユートピランドの開発を手掛ける都市開発会社「ユートピニア」の若きCEO。30歳。少年時代に地球に不時着したFUを保護し、友情を育んだ。しかし20年ぶりに再会したFUは侵略者と化しており、その手駒として振り回される羽目になる。また、自身も20年前にFUによって脳に不思議な力を与えられており、無意識のうちにFUに都合の良い形でユートピランドの開発を進めていた。
一見すると善良な青年のようだが目的のためなら暴力も辞さない一面があり、本性は執念深く陰険。プライドも非常に高い。インターン時代にゲーム「シリアスムーンライト」の開発を巡ってジュブナイルに激しい暴行を加え、デスボールを奪った過去を持つ。『TSA』ではその件でトラヴィスから殴られており、以来、トラヴィスに対して憎悪と殺意を滾らせている。それ故に、FUの横柄な態度に辟易しながらもトラヴィスへの復讐を果たすべくFUを逆に利用し返すつもりで従い続けている。
しかしトラヴィスがランキングを次々と勝ち進み、一方のFUもそれを楽しむばかりで真剣に対処しないことから苛立ちを募らせていき、独自に行動を開始。謎の男との「契約」によって力を手にし、最終局面ではFUを裏切って殺害する。その後は本性を表してデーモンタワーを超巨大ロボット兵器「サンダーブレーク」へと変形させてトラヴィスを倒そうとするも、別次元から転送されてきたアーセナルに搭乗したトラヴィスに敗れ、「宇宙の果て」「約束の地」と表される空間に流れ着く。そこで「相撲で決着をつける」というトラヴィスの提案を受け入れ、悪魔（Demon）のような姿へと変異し、最後の戦いを演じる。敗北後はトラヴィスに「俺にはまだ帰る場所がある。でもな…オマエには無いんだ」と言い放たれ、「死にたくない」と叫びながら消滅した。
本作のラストボス。ラストバトルは真横視点となり、蓄積していくダメージ値が％で表示され、100％を超えると場外に吹っ飛ばされて敗北という特殊な演出となる。
キャラクターデザインは水野健一郎が担当。オープニングにおけるFUとの交流の様子はAC部によるアニメーションで描かれる。
ヘンリー・クールダウン（Henry Cooldown）
声：マーク・アラン・スチュアート/小西克幸
トラヴィスの兄にしてライバル。『TSA』では「神様の映画」の影響で闇堕ちしていたが、本作では封印されていた幼少期の記憶の表層化に伴ってか闇堕ちと狂気を更にこじらせ、十字魔剣の二刀流でトラヴィスに襲い掛かる。敗北後は上半身だけになっても執念深く襲いかかり、恐怖を抱いたトラヴィスに滅多斬りにされて死亡した。かと思われたが何故か五体満足で再登場し、用足し中のトラヴィスをエメラルド騎士団と共に奇襲して殺してしまう。その後は姿を見せないが、エンディングにて未来の地球を凶悪な宇宙人と組んで支配していることが語られる。
キャラクターデザインは『シルバー事件』や『花と太陽と雨と』の宮本崇が担当。
キミー・ラブ（Kimmy Love） / キミー・ハウエル（Kimmy Howell）
声：ジェニファー・ヘイル/山本希望
大人気の歌姫にして殺し屋。『NMH2』ではトラヴィスに危険な恋心を寄せるティーンエイジャーのヤンデレ学生であり、パワーボムを喰らって気絶しただけで見逃されていた。9年を経ても相変わらずトラヴィスを狙っており、ライブ会場に現れたバニシングポイントをあっさり返り討ちにして再びトラヴィスに挑む。二度目の敗北後、またしてもパワーボムを喰らい、今度は見逃されることなくビーム・カタナで突き刺され、絶命した。少なからず堪えたトラヴィスは「女を斬るのはこれが最後」と宣言するも、シルヴィアには殺し屋にそぐわない甘さを指摘された。
キャラクターデザインは『ベヨネッタ』の島崎麻里が担当。
デストロイマン トゥルーフェイス（Destroyman True Face）
声：ジョシュ・キートン/坂口候一
『NMH』『NMH2』で二度も倒された元ランカー。二度目の復活を果たし、究極の進化を遂げたとされるが最早原型を留めておらず全身がほぼロボットと化している。無所属のテロリストに身を落としたらしく、ランキング戦も関係なく世界中の軍事組織から資金援助を受け、自身を量産して世界転覆を目論む。姑息で卑怯な性格は健在で、相も変わらず握手を装った騙し討ちを仕掛けてくる。
スナイピング・リーをノトーリアスが瞬殺してしまった為に、「ボスファイトなしじゃつまらない」というシルヴィアの判断により急遽代役として呼び出された。量産型の物量でトラヴィスを圧倒するが、ノトーリアスの支援を受けたトラヴィスに地下の量産型製造工場に乗り込まれ、本体で対決する。最期は横真っ二つに斬り裂かれ、製造工場ごと大爆発を起こした。しかしトラヴィスとノトーリアスはまた復活する可能性を警戒している。
量産型デストロイマン（Mass-Produced Destroyman）
声：ジョシュ・キートン/坂口候一
コールオブバトルの地下製造工場で大量生産されたデストロイマンのコピー。ニュー・デストロイマンの機械部分がそのまま全身となったような姿をしている。握手を装った騙し討ちを仕掛けてくるのは本物と同じ。何故か『NMH2』でシノブに斬られた時のように頭部が回転する。1体1体は弱いが工場を叩かない限り際限なく現れる。
謎の男（Mysterious Man）
声：ジョシュ・キートン/坂口候一
デーモンが密かに接触した謎の男。ヘンリーと同じモデルを使用しているが声から分かる通り別人である。ユートピニアの総株式の30％を報酬にトラヴィス殺害依頼を請けるが、直後に車に轢かれる。しかし生きており（当人曰く、これは「儀式」）、デーモンに契約として「死の器械」を渡した。
三池崇史（Takashi Miike）
声：スティーブン・オヨン/本人
映画監督。『NMH2』ではビショップ（兄）の友人として墓参りをしていた謎の人物だったが、今作で三池崇史本人であることが判明した。今回は英語音声では別人が担当しているが、日本語音声では改めて本人が出演している。七回忌で再び墓地を訪れていたところで丁度復活していたトラヴィスと遭遇し、彼を棺桶から救出した。その際に『ノーモア★ヒーローズ』の実写版を撮るように頼まれ、困惑した。
ジーン・タッチダウン＆ハンター・タッチダウン（Jeane Touchdown & Hunter Touchdown）
声：（ジーン）ポーラ・ティソ/井上麻里奈
声：（ハンター）マシュー・マーサー/多田啓太
エンディングに登場するトラヴィスとシルヴィアの子供たち。『TSA』に登場した現在のジーンとハンターではなく、時を超えてやってきた未来の彼らである。ジーンはネイティブダンサーことスコットの母親。ヘンリーによってトラヴィスが殺され、地球が支配されるという未来を変えるべくこの時代にやってきた。
龍一（Ryuichi）
ユートピランドで幅を利かせる暴走族のヘッドであり、『NMH2』でトラヴィスと戦った龍司の兄。バイクミッションのボランティアで特定条件を満たすと、トラヴィスへの個人的な復讐も込めて改造車で戦いを挑んで来る。バイクミッションでの戦いとなるが、耐久力が並外れており、他の車と違って直接攻撃してくる。

### その他の存在
バグ次郎（Bugjiro）
『TSA』でラーメン屋を営んでいたバグ。今作では何故か現実世界に実体化し、サンタデストロイに出店している。ラーメンの材料とするべく各地のサソリの捕獲をトラヴィスに依頼する。
バグ三郎（Bugzaburo）
各地で寿司屋を営むバグ。バグ次郎共々、何故か現実世界に実体化し、サンタデストロイに出店している。エイリアンにアブダクションされているらしく、ボス戦前にもトラヴィスに寿司を提供する。
デスマン（Deathman）
トラヴィスが子供の頃に好きだったゲームとその主人公。ゲーム内容は主人公・デスマンを操作して戦うサイドスクロール形式のアクションゲームで、デス星人に制圧された地球を救うべく戦う。トラヴィスのクラスの友達は誰も遊んでいなかったが、トラヴィスはそのセンスに惹かれて熱中しており、現在でもリメイク版が発売されている。オープニングなどでデスマンのゲームを一部分だけプレイするが、終盤には実際に最初からプレイ可能になる。
ヘンリーに殺されて死後の世界に落ちて来たトラヴィスと出会い、彼に血のワインを振る舞った後に首を刎ね飛ばす形で現世に送り返した（『TSA』のジョン・ウィンターと同じ役割）。
ジェス・パディスト・5世 (Jess Baptiste V)
声：クリスチャン・ランツ/藤井隼
FUの父であり、パディスト星の王。FUが倒された後に大艦隊を率いて地球を襲撃するが、未来からやってきたジーンとハンターにあっさり倒され、残った軍隊もネイティブダンサーに全滅させられた。

## その他

### メカニック
デスグローブ
『TSA』に登場したデスドライブMK-2のコントローラーを応用して開発されたグローブ。Joy-Conに酷似している。デスドライブMK-2の力を宿しており、テレキネシス、治癒などの超常的な能力やフルアーマーモードへの変身を可能とする。
デムザンティガー
トラヴィスの新たな愛車であるモンスターバイク。シュペルタイガーの後継機だが、『AKIRA』に出てくる金田のバイクに似た鮮やかな赤のカラーリングと未来的なデザインが特徴。充電式のニトロブースト、側面には引き込み込み式のビーム・カタナを搭載しており、高速で走行しながらの戦闘も行える。テレポート機能もあり、走行可能な道路上にならいつでも召喚可能。

### デスグローブスキル
デスキック
最初から所持しているスキル。対象の目の前まで瞬間移動し、無慈悲なドロップキックを喰らわせる。高ダメージに加え、敵は転倒して大きな隙を晒す。正式名称は「スクリュークラッシャーデスキック」。
デスフォース
デスグローブによって生み出された力場により敵を吹き飛ばす。デスキックに比べて少ない動作で行える。正式名称は「反重力デスフォース」。
デススロー
デスグローブの力により一定範囲の時空を掌握し、効果範囲内ではトラヴィスの時が加速する。ゲーム上は効果範囲に入った敵が極端に遅くなる形で表現される。
デスレイン
頭上に生み出されたサークルから敵に向かってビームが降り注ぐ。サークルは一定時間滞空し、敵を攻撃し続ける。

### ボランティアミッション
草刈り
芝刈り機で伸びた芝を刈るボランティア。
トイレレスキュー
各地の公衆トイレの詰まりをラバーカップで取り除くボランティア。これをこなさないと公衆トイレが使えない。
ゴミ拾い
『NMH』と異なり、ワニの潜む水場のゴミを回収する。ワニと接触した場合、素早くボタンを押して撃退しないとペナルティとなる。
沿岸警備
巨大怪獣の如く海から迫るワニを戦車で撃退するボランティア。
バイクミッション
デムザンティガーでハイウェイを駆け、暴走族の車を追い掛けて破壊する。
採掘
地下に潜って鉱石を採掘する。地下はマグマが吹き出していたりエイリアンが襲ってくるなどで危険が溢れる。
防衛ミッション
街に現れたエイリアンを撃退するアクションステージ。敵の編隊（WAVE）を全て倒せばクリア。
防衛ミッション（シューティング）
宇宙戦に特化したブーゲンビリアモードに変身し、巨大な宙怪獣から地球を守る。
究極のラーメン作り
ラーメンの材料とするべくサソリを捕まえる。お馴染みにサソリ駆除の要領だが、今作ではミニゲーム形式ではなくフィールドのあちこちに存在するサソリを探索中に探して捕まえる。サソリに刺されると気を失い、しばらくその場のサソリが姿を消してしまう。
ジーンの子ども探し
ジーンの子供である子猫がフィールドのあちこちで迷子になっており、探し出して保護する。子猫に近付くと鳴き声が聞こえ、トラヴィスも反応する。
植林
フィールドの各所にある植林場所に木を植える。しばらくすると木が育ち、WESNが実る。

## 主題歌
エンディングテーマ「プラハの夜」
作詞：須田剛一、作曲：金子ノブアキ、編曲：福田淳、唄：金子ノブアキ

## スタッフ
- 須田剛一（制作総指揮、シナリオ）
- 山崎廉（ディレクター、演出）
- 熊谷一幸（プロデューサー）
- 弘中徹（リードプログラマー）
- コザキユースケ（メインキャラクターデザイン）
- 金子ノブアキ（メインコンポーザー）
- 福田淳（音響監督）
- ダリック・ロバートソン（英語版）（パッケージ・キーアートデザイン）
- 牛木匡憲（ボスキャラクターデザイン）
- 水野健一郎（デーモン・リカテロのデザインを担当）
- 浅野いにお（ミドリカワミドリ、NTカムイのデザインを担当）
- AC部（オープニングアニメ、一部演出を担当）

## 評価
MetacriticではそれぞれNintendo Switch版は75/100。PlayStation 5版は71/100。Xbox Series X/S版は77/100の評価を受けている。
IGN Japanでは「シナリオやキャラクターは掘り下げ不足で中途半端」としながらも「グラスホッパー・マニファクチュアのアクションゲームとしては最高傑作」と評価している。